# Sorokino (rejon uljanowski)
Sorokino (ros. Сорокино) – wieś (sieło) w Rosji, w obwodzie kałuskim, w rejonie uljanowskim. W 2010 liczyła 152 mieszkańców.